# Tetrastigma

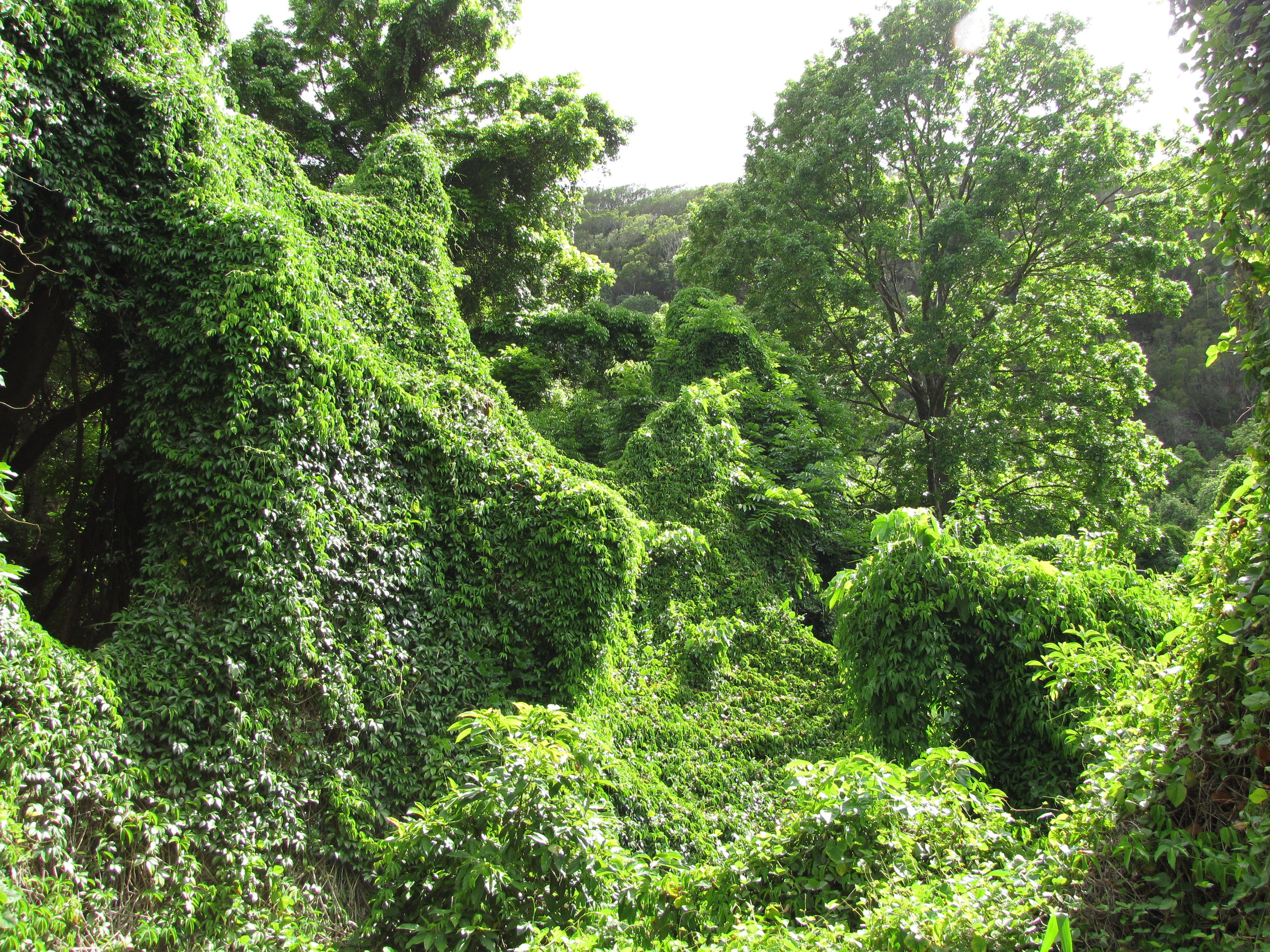
Tetrastigma pubinerve

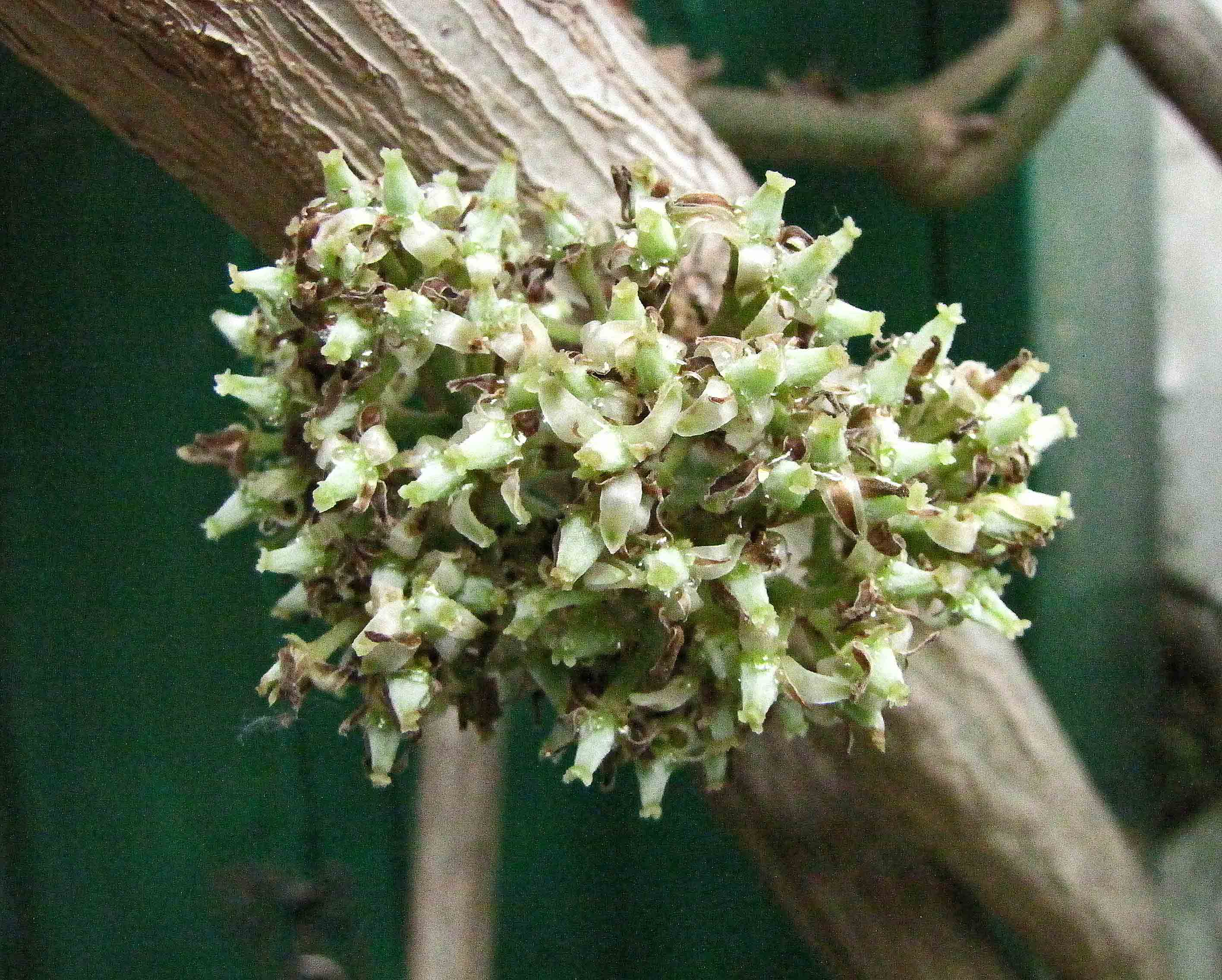
Kwiatostan Tetrastigma voinierianum

Tetrastigma (Tetrastigma (Miq.) Planch.) – rodzaj roślin należący do rodziny winoroślowatych (Vitaceae). Obejmuje co najmniej 68 gatunków występujących naturalnie w Azji Południowo-Wschodniej oraz Australii. Rośliny te są żywicielami endopasożytniczych roślin z rodziny bukietnicowatych Rafflesiaceae.
Rośliny z tego rodzaju uprawiane bywają jako ozdobne w palmiarniach, oranżeriach i dużych pomieszczeniach biurowych, mieszkalnych lub wystawowych. Owoce niektórych gatunków są jadalne, pędy wykorzystywane są w plecionkarstwie.

## Systematyka
Pozycja systematyczna
Rodzaj należy do plemienia Cayratieae w obrębie podrodziny Viticoideae w rodzinie winoroślowatych (Vitaceae).
Wykaz gatunków
- Tetrastigma affine (Gagnep. ex Osmaston) Raizada & H.O. Saxena
- Tetrastigma andamanica (King) Suess.
- Tetrastigma angustifolium (Roxb.) Planch.
- Tetrastigma apiculatum Gagnep.
- Tetrastigma aplinianum (Collett & Hemsl.) Momiy.
- Tetrastigma bracteolatum (Wall.) Planch.
- Tetrastigma burmanicum (Collett & Hemsl.) Momiy.
- Tetrastigma campylocarpum (Kurz) Planch.
- Tetrastigma canarense (Dalziel) Gamble
- Tetrastigma caudatum Merr. & Chun
- Tetrastigma cauliflorum Merr.
- Tetrastigma ceratopetalum C.Y. Wu
- Tetrastigma coriaceum (DC.) Gagnep.
- Tetrastigma cruciatum W. G. Craib & Gagnep.
- Tetrastigma curtisii (Ridl.) Suess.
- Tetrastigma delavayi Gagnep.
- Tetrastigma dubium (Lawson) Planch.
- Tetrastigma erubescens Planch.
- Tetrastigma formosanum (Hemsl.) Gagnep.
- Tetrastigma funingense C.L. Li
- Tetrastigma hemsleyanum Diels & Gilg
- Tetrastigma henryi Gagnep.
- Tetrastigma hookeri (M.A.Lawson) Planch.
- Tetrastigma hypoglaucum Planch. ex Franch.
- Tetrastigma jingdongense C.L. Li
- Tetrastigma jinghongense C.L. Li
- Tetrastigma jinxiuense C.L. Li
- Tetrastigma kunstleri (King) W. G. Craib
- Tetrastigma kwangsiense C.L. Li
- Tetrastigma laevigatum (Blume) Gagnep.
- Tetrastigma lanceolarium (Roxb.) Planch.
- Tetrastigma lanyuense C.E. Chang
- Tetrastigma lenticellatum C.Y. Wu
- Tetrastigma leucostaphylum (Dennst.) Alston
- Tetrastigma lincangense C.L. Li
- Tetrastigma lineare W.T. Wang ex C.L. Li
- Tetrastigma longipedunculatum C.L. Li
- Tetrastigma macrocorymbum Gagnep.
- Tetrastigma muricatum (Wall.) Gamble
- Tetrastigma nilagiricum (Miq.) B.V. Shetty
- Tetrastigma nitens (F. Muell.) Planch.
- Tetrastigma obovatum Gagnep.
- Tetrastigma obtectum (Wall. ex M.A. Lawson) Planch. ex Franch.
- Tetrastigma pachyphyllum (Hemsl.) Chun
- Tetrastigma papillatum (Hance) C.Y. Wu
- Tetrastigma pedunculare (Wallich ex Lawson) Planch.
- Tetrastigma planicaule (Hook. f.) Gagnep.
- Tetrastigma pseudocruciatum C.L. Li
- Tetrastigma pubiflorum (Miq.) Suess.
- Tetrastigma pubinerve Merr. & Chun
- Tetrastigma pycnanthum (Collett & Hemsl.) Singh & Shetty
- Tetrastigma rumicispermum (M.A. Lawson) Planch.
- Tetrastigma scariosum (Blume) Planch.
- Tetrastigma scortechinii (King) Gagnep.
- Tetrastigma serrulatum (Roxb.) Planch.
- Tetrastigma sichouense C.L. Li
- Tetrastigma subtetragonum C.L. Li
- Tetrastigma sulcatum (P. Lawson) Gamble
- Tetrastigma tonkinense Gagnep.
- Tetrastigma triphyllum (Gagnep.) W.T. Wang
- Tetrastigma tsaianum C.Y. Wu
- Tetrastigma venulosum C.Y. Wu
- Tetrastigma voinierianum (Baltet) Gagnep. – tetrastigma Voiniera[4]
- Tetrastigma wrayi (King) W. G. Craib
- Tetrastigma xishuangbannaense C.L. Li
- Tetrastigma xizangense C.L. Li
- Tetrastigma yiwuense C.L. Li
- Tetrastigma yunnanense Gagnep.